# Rapport spécial du GIEC sur les scénarios d'émissions

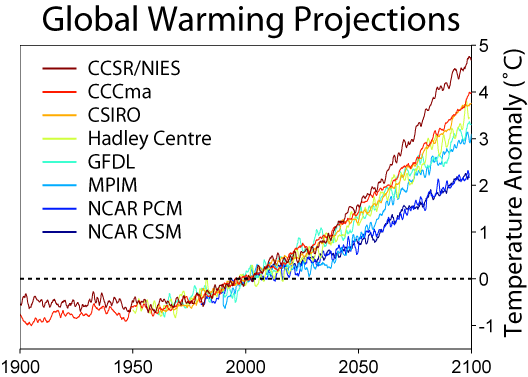
Prédictions sur le réchauffement climatique

Le rapport spécial sur les scénarios d’émissions (en anglais Special Report on Emissions Scenarios) est un rapport publié en 2000 par le GIEC sur le réchauffement climatique.

## Tableau
| AR4                                | Objectifs plus économiques                                                    | Objectifs plus environnementaux                     |
| Mondialisation (monde homogène)    | A1 Croissance économique rapide (trois groupes : A1T, A1B, A1Fl) 1,4 - 6,4 °C | B1 Durabilité environnementale globale 1,1 - 2,9 °C |
| Régionalisation (monde hétérogène) | A2 Développement économique avec une orientation régionale 2,0 - 5,4 °C       | B2 Durabilité environnementale locale 1,4 - 3,8 °C  |

Les scénarios d’émissions du rapport spécial du GIEC sur les scénarios d’émissions :

« A1. Le canevas et la famille de scénarios A décrivent un monde futur dans lequel la croissance économique sera très rapide, la population mondiale atteindra un maximum au milieu du siècle pour décliner ensuite et de nouvelles technologies plus efficaces seront introduites rapidement. Les principaux thèmes sous-jacents sont la convergence entre régions, le renforcement des capacités et des interactions culturelles et sociales accrues, avec une réduction substantielle des différences régionales dans le revenu par habitant. La famille de scénarios A se scinde en trois groupes qui décrivent des directions possibles de l’évolution technologique dans le système énergétique.
Les trois groupes A se distinguent par leur accent technologique: forte intensité de combustibles fossiles (A FI), sources d’énergie autres que fossiles (A T) et équilibre entre les sources (A B) (« équilibre » signifiant que l’on ne s’appuie pas excessivement sur une source d’énergie particulière, en supposant que des taux d’amélioration similaires s’appliquent à toutes les technologies de l’approvisionnement énergétique et des utilisations finales).
A2. Le canevas et la famille de scénarios A2 décrivent un monde très hétérogène. Le thème sous-jacent est l’autosuffisance et la préservation des identités locales. Les schémas de fécondité entre régions convergent très lentement, avec pour résultat un accroissement continu de la population mondiale. Le développement économique a une orientation principalement régionale, et la croissance économique par habitant et l’évolution technologique sont plus fragmentées et plus lentes que dans les autres canevas.
B1. Le canevas et la famille de scénarios B décrivent un monde convergent avec la même population mondiale culminant au milieu du siècle et déclinant ensuite, comme dans le canevas A, mais avec des changements rapides dans les structures économiques vers une économie de services et d’information, avec des réductions dans l’intensité des matériaux et l’introduction de technologies propres et utilisant les ressources de manière efficiente. L’accent est placé sur des solutions mondiales orientées vers une viabilité économique, sociale et environnementale, y compris une meilleure équité, mais sans initiatives supplémentaires pour gérer le climat.
B2. Le canevas et la famille de scénarios B2 décrivent un monde où l’accent est placé sur des solutions locales dans le sens de la viabilité économique, sociale et environnementale. La population mondiale s’accroît de manière continue mais à un rythme plus faible que dans A2, il y a des niveaux intermédiaires de développement économique et l’évolution technologique est moins rapide et plus diverse que dans les canevas et les familles de scénarios B et A . Les scénarios sont également orientés vers la protection de l’environnement et l’équité sociale, mais ils sont axés sur des niveaux locaux et régionaux.
Un scénario d’illustration a été choisi pour chacun des six groupes de scénarios A B, A FI, A T, A2, B et B2. Tous sont également fiables.
Les scénarios RSSE n’incluent pas d’initiatives climatiques supplémentaires, ce qui signifie que l’on n’inclut aucun scénario qui suppose expressément l’application de la Convention-cadre des Nations unies sur les changements climatiques ou des objectifs du Protocole de Kyoto pour les émissions. »